# Hotel Reina Victoria (Valparaíso)
El Hotel Reina Victoria es un hotel ubicado en la Plaza Sotomayor de la ciudad de Valparaíso, Chile. Fue construido en 1902 por el arquitecto Esteban O. Harrington, siendo conocido como Hotel Inglés. Tiempo después se le dio el nombre actual en memoria de la Reina Victoria. En el año 1930 el hotel fue adquirido por Domingo Elórtegui.
Como característica, todas las habitaciones, debido a la estrechez del terreno en donde se encuentra el edificio, fueron conectadas con un pasillo posterior y, además, todas tienen vista a la Plaza Sotomayor.